# Angelo Maria Durini

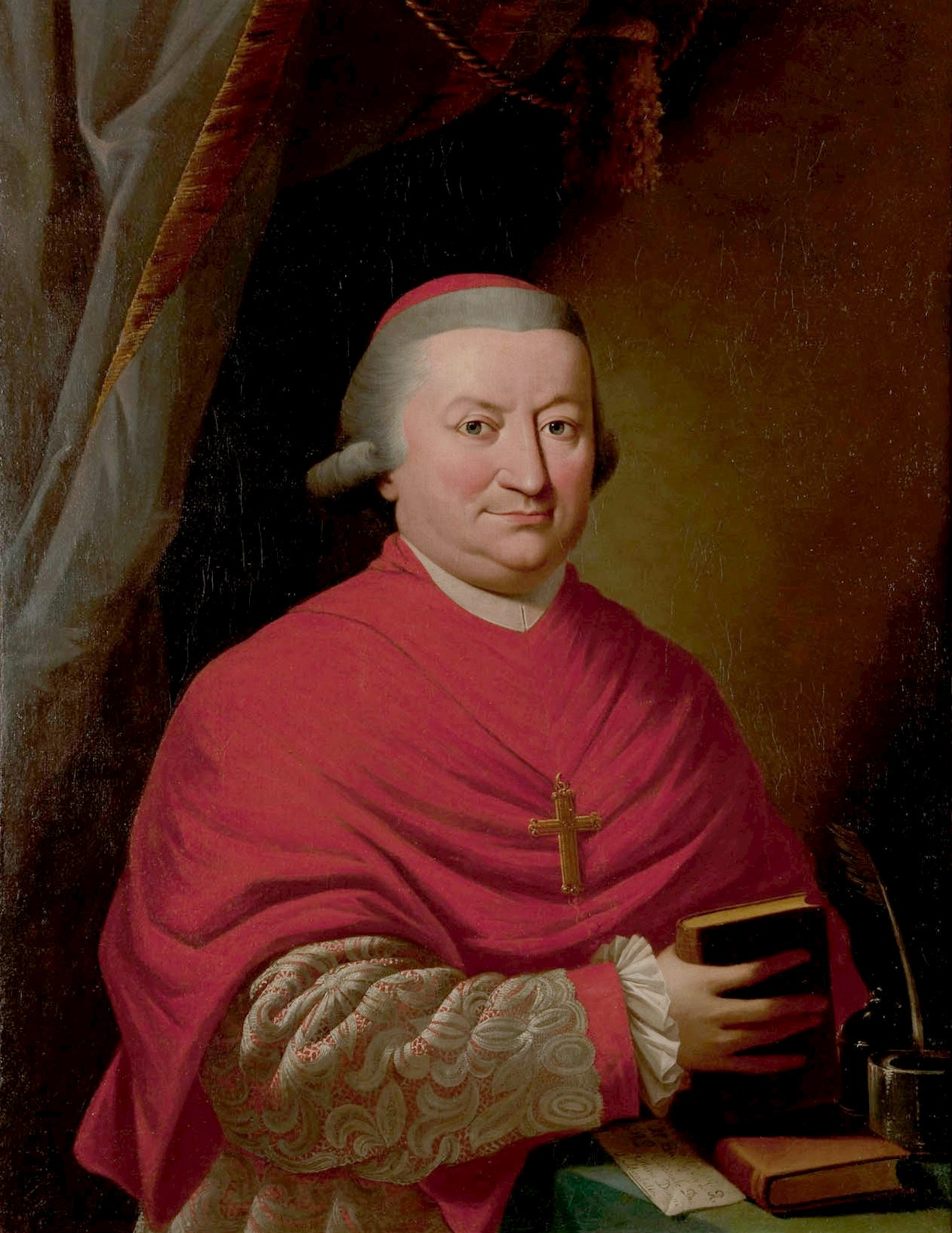
Angelo Maria Durini

Angelo Maria Durini (* 29. Mai 1725 in Mailand; † 28. April 1796 am Comer See) war ein italienischer Kardinal der Römischen Kirche. Er war ein Neffe von Carlo Francesco Durini, der 1753 zum Kardinal erhoben wurde.

## Leben
Nach Studien in Rom und der Erlangung des Doktorgrades iuris utriusque („in beiderlei Rechten“, also im weltlichen und kirchlichen Recht) am 9. Juni 1757 wirkte er als Referendar an der Apostolischen Signatur, als Internuntius in der päpstlichen Nuntiatur in Paris und seit 1760 als Inquisitor in Malta. Am 20. Dezember 1766 empfing er die Priesterweihe und wenige Tage darauf, am 28. Dezember desselben Jahres, spendete ihm Papst Clemens XIII. die Bischofsweihe; Mitkonsekratoren waren die Kurienerzbischöfe Scipione Borghese und Ignazio Reali. Er erhielt das Titularerzbistum Ancyra.
Auch als Bischof verblieb er in der römischen Kurie und war Nuntius in Polen. Von 1774 bis 1776 lebte Durini in Avignon. Am 20. Mai 1776 wurde er von Papst Pius VI. in Como zum Kardinal ernannt, erhielt jedoch keine Titelkirche. 1787 ließ er in Lenno am Comer See die Villa del Balbianello errichten.